# Tersilochus griseolus
Tersilochus griseolus är en stekelart som beskrevs av Andrey Ivanovich Khalaim 2007. Tersilochus griseolus ingår i släktet Tersilochus och familjen brokparasitsteklar. Inga underarter finns listade i Catalogue of Life.